# Sembrancher
Sembrancher (altération franco-provençale de Saint-Pancrace) est une commune suisse du canton du Valais, située dans le district d'Entremont dont elle est le chef-lieu.

## Géographie

### Localisation
Sembrancher est située géographiquement à l'intersection de deux vallées. La situation géographique de Sembrancher joue toujours en sa faveur et maintenant que le tourisme a supplanté dans la région les autres économies, le village au confluent des Dranses est devenu la porte d’entrée du domaine de l'Entremont, pouvant ainsi à nouveau jouer un rôle central et essentiel pour toute une région.
Le territoire de Sembrancher s'étend sur 17,63 km2. Lors du relevé de 2013-2018, les surfaces d'habitations et d'infrastructures représentaient 4,6 % de sa superficie, les surfaces agricoles 16,3 %, les surfaces boisées 67,5 % et les surfaces improductives 11,8 %.
À l'ouest de Sembrancher se trouve le Catogne, un sommet des Alpes valaisannes.

### Transports
Sembrancher possède une importante gare se situant au carrefour du val de Bagnes et de la vallée d'Entremont. La gare de Sembrancher offre la possibilité d'aller jusqu'à Orsières, Bagnes, Vollèges, Bovernier et Martigny grâce à une desserte offrant un train toutes les heures ou demi-heures.
Sembrancher possède également une gare routière dont partent des autobus pour les hameaux limitrophes du village dont Chamoille, La Garde, Vens, Vollèges, Le Levron et à l’international vers l’Italie à Aoste.

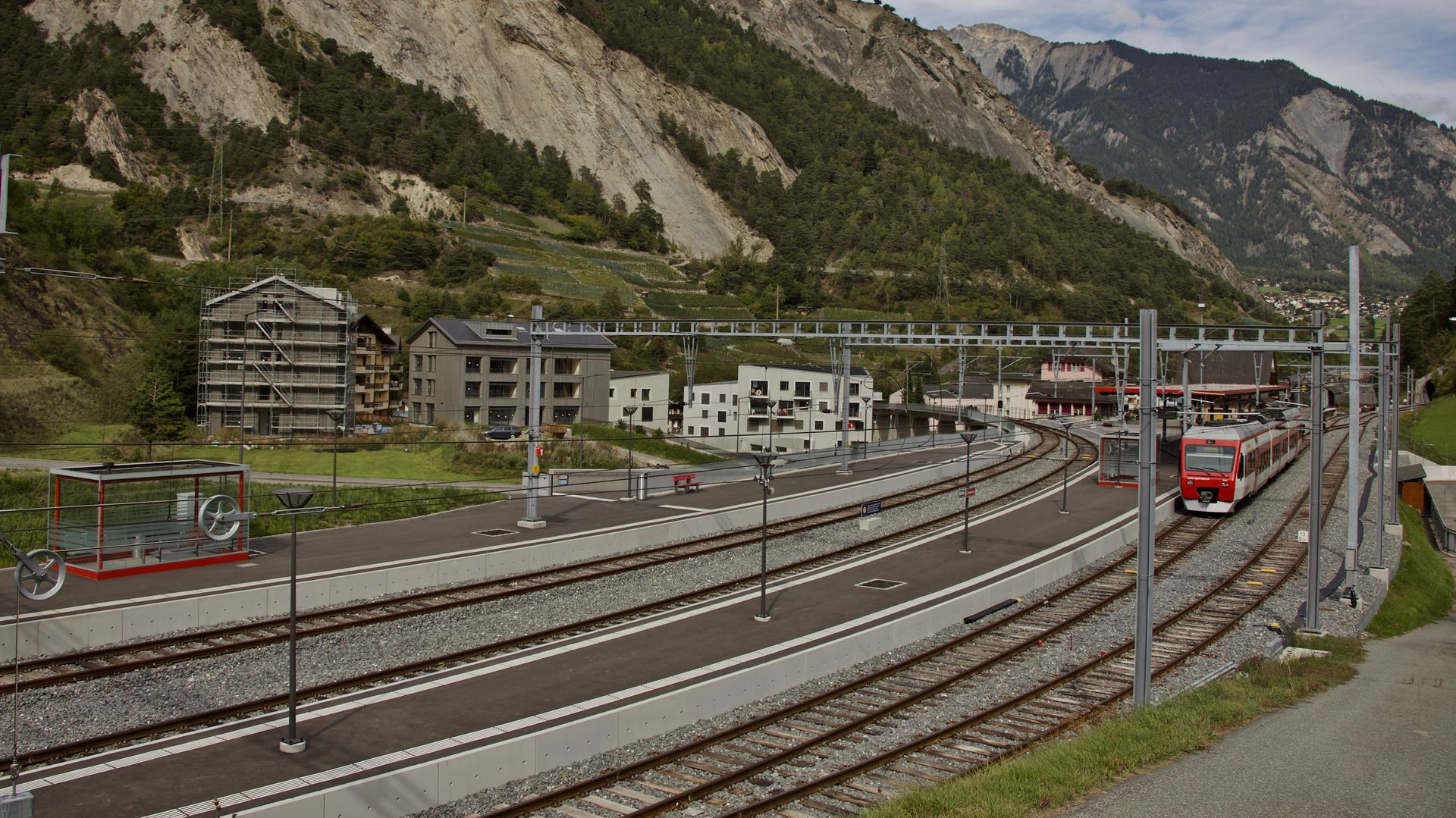
Gare de Sembrancher.
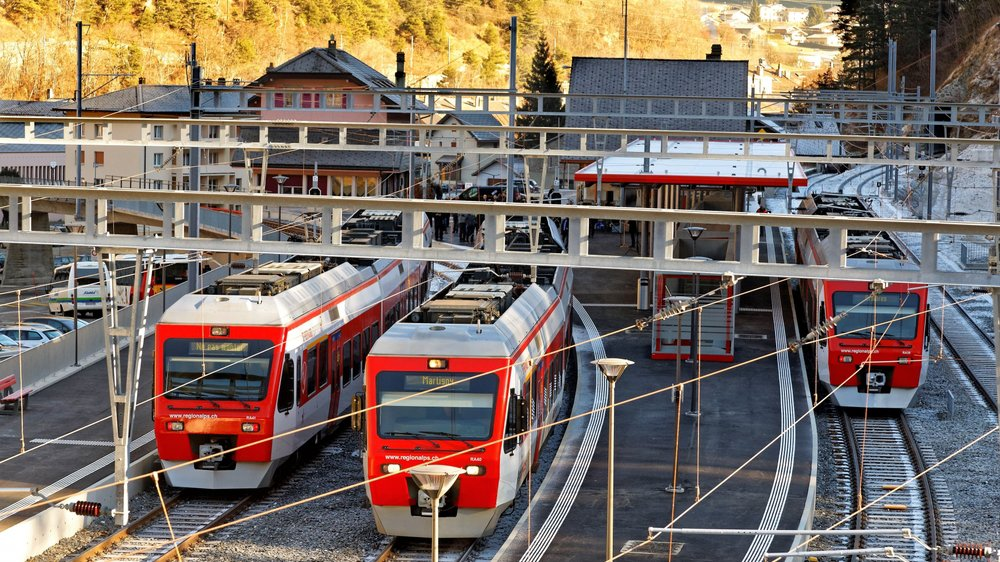
Gare de Sembrancher après rénovation.

### Hydrographie
Une eau de source coule du Catogne sur la commune de Sembrancher. L'eau de Sembrancher, connue pour être très fluorée, est vendue en bouteille.

## Histoire
Le 25 mai 1595, Sembrancher est touchée par une débâcle du Giétro qui ravage le val de Bagnes ainsi que la plaine de Martigny,. Selon les estimations, près de 140 personnes meurent durant cet évènement et plusieurs centaines de bâtiments, maisons et chalets sont détruits.
Le 16 juin 1818, la ville de Sembrancher est à nouveau frappée par une débâcle du Giétro,. La crue arrive au niveau de la cité peu après 17h10. À la suite du dysfonctionnement du système d'alerte, la population n'est pas avertie de l'arrivée des eaux. Le niveau de la crue atteint environ 5 à 6 mètres à Sembrancher. En plus des victimes en amont dans le val de Bagnes et en aval au niveau de Martigny, le village enregistre environ 5 morts dans la catastrophe. Les dégâts matériels et économiques sont également importants puisque de nombreuses terres agricoles et granges sont endommagées et rendues inutilisables.

## Population et société

### Gentilé
Les habitants de la commune se nomment les Sembranchards (i Chabrintsâ en patois valaisan). Ils sont surnommés i Trabetsè, soit les chevalets, et les Écorcheurs.
Les habitants de la localité de Chamoille se nomment les Chamoillards.

### Démographie

#### Évolution de la population
Sembrancher compte 1 050 habitants au 31 décembre 2022 pour une densité de population de 60 hab/km2. Sur la période 2010-2019, sa population a augmenté de 19,6 % (canton : 10,5 % ; Suisse : 9,4 %).  

#### Pyramide des âges
En 2020, le taux de personnes de moins de 30 ans s'élève à 32,5 %, similaire à la valeur cantonale (31,7 %). Le taux de personnes de plus de 60 ans est quant à lui de 25 %, alors qu'il est de 26,6 % au niveau cantonal.
La même année, la commune compte 540 hommes pour 510 femmes, soit un taux de 51,4 % d'hommes, supérieur à celui du canton (49,6 %).
| Hommes | Classe d’âge | Femmes |
| ------ | ------------ | ------ |
| 0,6    | 90 ans ou +  | 1,4    |
| 4,8    | 75 à 89 ans  | 9,8    |
| 16,9   | 60 à 74 ans  | 16,5   |
| 21,9   | 45 à 59 ans  | 23,1   |
| 21,7   | 30 à 44 ans  | 18,4   |
| 19,8   | 15 à 29 ans  | 17,6   |
| 14,4   | - de 14 ans  | 13,1   |

| Hommes | Classe d’âge | Femmes |
| ------ | ------------ | ------ |
| 0,5    | 90 ans ou +  | 1,2    |
| 7,5    | 75 à 89 ans  | 9,4    |
| 16,8   | 60 à 74 ans  | 17,7   |
| 22,2   | 45 à 59 ans  | 21,7   |
| 20,3   | 30 à 44 ans  | 19,4   |
| 17,7   | 15 à 29 ans  | 16,6   |
| 14,9   | - de 14 ans  | 14,1   |

### Sports
- Hockey sur glace : CP Sembrancher qui évolue en ligue amateur en Corpo Hockey Ligue (CHL).
- Volley-Ball : Volley-Ball Sembrancher est un club de volley amateur[15].
- Course populaire : Le droit du Catogne est une course à pied qui se situe à Sembrancher[16].
- Escalade : de nombreux sites d'escalade, dont un petit site école parfait pour l'initiation situé au cœur de la commune.

## Culture et patrimoine

### Patrimoine bâti
- Château de Sembrancher ou d'Entremont, mentionné au XIIIe siècle, mais probablement édifié au siècle précédent[17], siège d'une châtellenie.

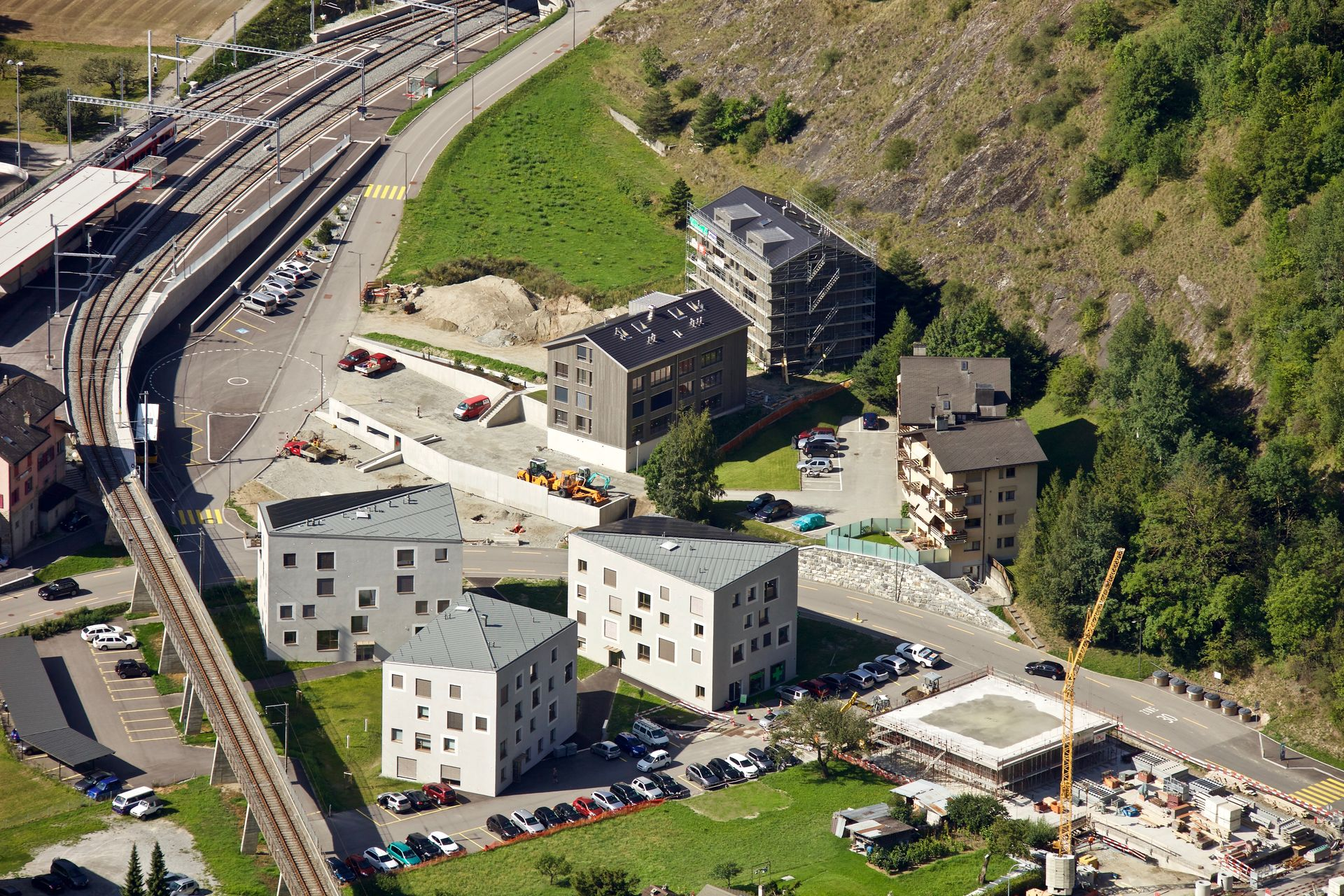
Quartier de La Gravenne.
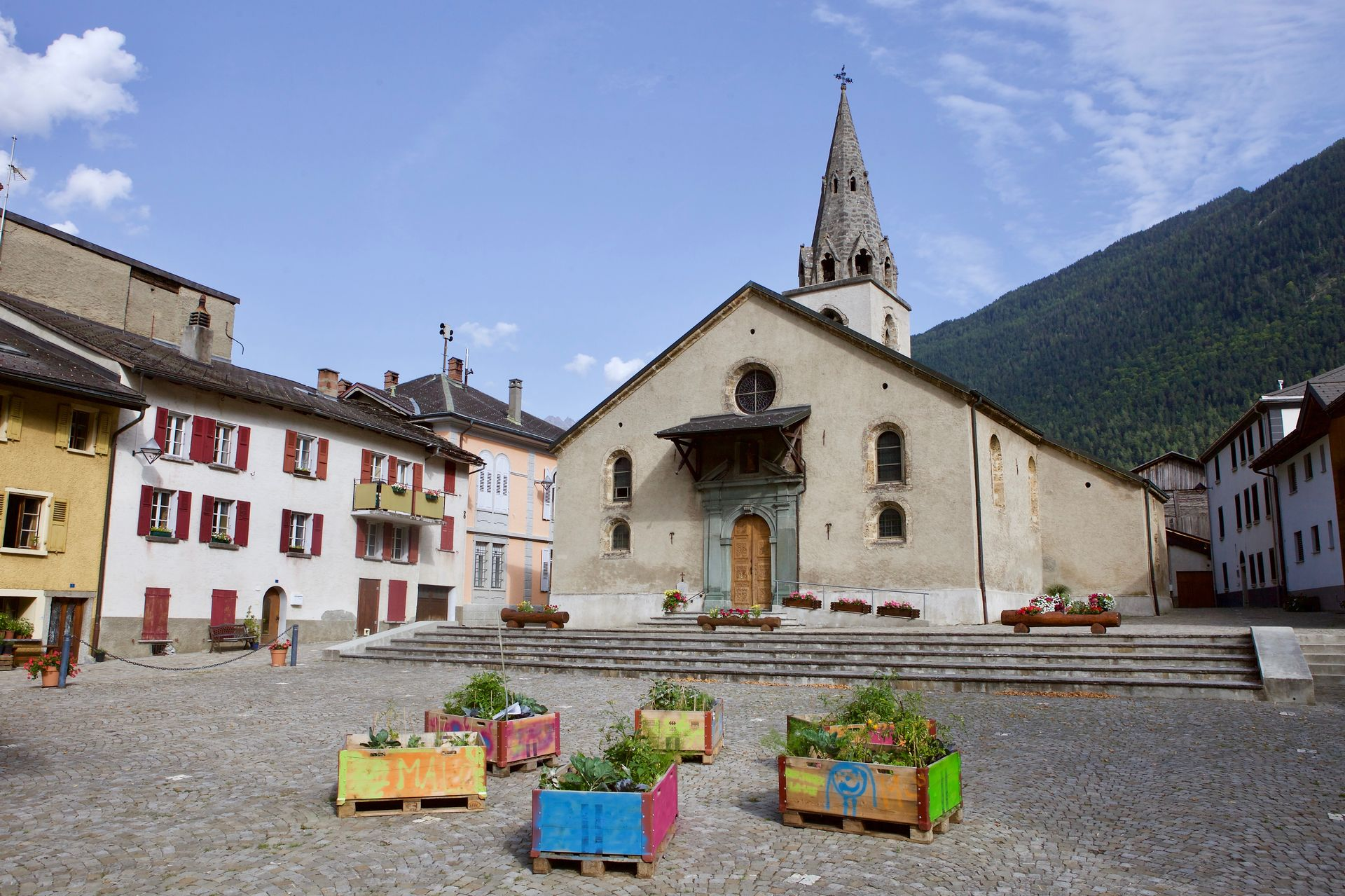
Église de Sembrancher.

### Evènements
- Droit du Catogne[18], course pédestre populaire.
- Désalpe de Sembrancher, marché artisanal, défilé des reines d’alpage.

### Personnalités liées à la commune
- Gérald Métroz : auteur, hockey.
- Jérôme Voutaz: meneur d'attelage à 4 chevaux en compétition national et international.

### Héraldique
| Blason | Blasonnement : « D'azur au dextrochère vêtu de sinople à la manchette d'argent, tenant une branche de frêne d'or et accompagné en pointe d'un mont à trois coupeaux d'argent. » |

Les armoiries de Sembrancher sont parlantes. Elles sont attestées en 1753 à l'hôtel de ville.

### Fonds d'archives
- Fonds : Sembrancher, Commune / Bourgeoisie / Paroisse (1235-20e siècle) [15,80 mètres].  Cote : CH AEV, AC Sembrancher. Sion : Archives de l'État du Valais (présentation en ligne).